# Jimmy Janssens
Jimmy Janssens (Herentals, 30 de maio de 1989) é um ciclista belga, membro da equipa Alpecin-Fenix.

## Palmarés
- 2017
  - 1 etapa do Tour de Saboia

- 2018
  - 1 etapa da Flèche du Sud
  - 1 etapa da Kreiz Breizh Elites

## Resultados em Grandes Voltas
Durante a sua carreira desportiva tem conseguido os seguintes postos nas Grandes Voltas.
| Corrida | Corrida         | 2013 | 2014 | 2015 | 2016 | 2017 | 2018 | 2019 | 2020 | 2021 |
| ------- | --------------- | ---- | ---- | ---- | ---- | ---- | ---- | ---- | ---- | ---- |
|         | Giro d'Italia   | —    | —    | —    | —    | —    | —    | —    | —    | 65.º |
|         | Tour de France  | —    | —    | —    | —    | —    | —    | —    | —    | —    |
|         | Volta a Espanha | —    | —    | —    | —    | —    | —    | —    | —    | —    |

—: não participa

Ab.: abandono

## Equipas
- Team 3M (2013-2016)
- Cibel-Cebon (2017-2018)
- Corendon/Alpecin[1] (2019-)
- Corendon-Circus (2019)
- Alpecin-Fenix (2020-)